# Championnat du monde de badminton par équipes masculines 1996
Navigation
Jakarta 1994 Hong Kong 1998
La 19e édition du Championnat du monde de badminton par équipes masculines, appelé également Thomas Cup, a lieu en mai 1996 à Hong Kong.

## Format de la compétition
56 nations participent à la Thomas Cup. À l'issue d'une phase de qualifications, 6 équipes accèdent à la phase finale où elles sont rejointes par le tenant du titre et le pays organisateur qui sont qualifiés d'office.
Ces 8 nations sont placées dans 2 groupes de 4 équipes, où chacune rencontre les 3 autres. Les deux premiers se qualifient pour des demi-finales croisées.
Chaque rencontre se joue en 5 matches : 3 simples et 2 doubles qui peuvent être joués dans n'importe quel ordre (accord entre les équipes).

## Qualifications
- Qualifié pour la phase finale

### A Prague, République tchèque
| Groupe A           | Groupe A | Groupe A       |
| ------------------ | -------- | -------------- |
| Canada             | 5-0      | Afrique du Sud |
| Canada             | 5-0      | Espagne        |
| Espagne            | 3-2      | Afrique du Sud |
| Groupe B           |          |                |
| Suisse             | 5-0      | Israël         |
| Suisse             | 4-1      | Italie         |
| Italie             | 3-2      | Israël         |
| Group C            |          |                |
| Pologne            | 5-0      | Brésil         |
| Pologne            | 5-0      | Estonie        |
| Pologne            | 4-1      | France         |
| France             | 5-0      | Brésil         |
| France             | 5-0      | Estonie        |
| Estonie            | 4-1      | Brésil         |
| Groupe D           |          |                |
| Allemagne          | 5-0      | Malte          |
| Allemagne          | 5-0      | Slovénie       |
| Allemagne          | 5-0      | États-Unis     |
| États-Unis         | 5-0      | Malte          |
| États-Unis         | 5-0      | Slovénie       |
| Slovénie           | 5-0      | Malte          |
| Groupe E           |          |                |
| Biélorussie        | 5-0      | Chypre         |
| Biélorussie        | 3-2      | Tchéquie       |
| Biélorussie        | 3-2      | Ukraine        |
| Ukraine            | 5-0      | Chypre         |
| Ukraine            | 5-0      | Tchéquie       |
| République tchèque | 5-0      | Chypre         |
| Groupe F           |          |                |
| Norvège            | 4-1      | Islande        |
| Norvège            | 5-0      | Maurice        |
| Islande            | 4-1      | Maurice        |
| Groupe G           |          |                |
| Bulgarie           | 5-0      | Jamaïque       |
| Bulgarie           | 5-0      | Kazakhstan     |
| Bulgarie           | 4-1      | Pérou          |
| Pérou              | 4-1      | Jamaïque       |
| Pérou              | 5-0      | Kazakhstan     |
| Jamaïque           | 5-0      | Kazakhstan     |
| Groupe H           |          |                |
| Inde               | 4-1      | Portugal       |
| Inde               | 5-0      | Slovaquie      |
| Inde               | 5-0      | Pays de Galles |
| Portugal           | 5-0      | Slovaquie      |
| Portugal           | 3-2      | Pays de Galles |
| Pays de Galles     | 5-0      | Slovaquie      |
| Groupe I           |          |                |
| Autriche           | 4-1      | Guatemala      |
| Autriche           | 5-0      | Hongrie        |
| Autriche           | 3-2      | Irlande        |
| Irlande            | 4-1      | Guatemala      |
| Irlande            | 4-1      | Hongrie        |
| Guatemala          | 3-2      | Hongrie        |
| Groupe J           |          |                |
| Écosse             | 5-0      | Arménie        |
| Écosse             | 4-1      | Belgique       |
| Écosse             | 5-0      | Lituanie       |
| Belgique           | 5-0      | Arménie        |
| Belgique           | 5-0      | Lituanie       |
| Lituanie           | 5-0      | Arménie        |

| Groupe W   | Groupe W | Groupe W    |
| ---------- | -------- | ----------- |
| Danemark   | 5-0      | Autriche    |
| Danemark   | 5-0      | Bulgarie    |
| Danemark   | 5-0      | Écosse      |
| Autriche   | 5-0      | Bulgarie    |
| Bulgarie   | 3-2      | Écosse      |
| Écosse     | 3-2      | Autriche    |
| Groupe X   |          |             |
| Angleterre | 3-2      | Finlande    |
| Angleterre | 5-0      | Inde        |
| Angleterre | 5-0      | Pologne     |
| Finlande   | 4-1      | Inde        |
| Finlande   | 4-1      | Pologne     |
| Inde       | 5-0      | Pologne     |
| Groupe Y   |          |             |
| Pays-Bas   | 4-1      | Biélorussie |
| Pays-Bas   | 3-2      | Allemagne   |
| Pays-Bas   | 3-2      | Russie      |
| Allemagne  | 4-1      | Russie      |
| Allemagne  | 5-0      | Biélorussie |
| Russie     | 5-0      | Biélorussie |
| Groupe Z   |          |             |
| Suède      | 4-1      | Canada      |
| Suède      | 5-0      | Suisse      |
| Suède      | 5-0      | Norvège     |
| Canada     | 4-1      | Norvège     |
| Canada     | 5-0      | Suisse      |
| Norvège    | 4-1      | Suisse      |

| Demi-finales    | Demi-finales | Demi-finales |
| --------------- | ------------ | ------------ |
| Danemark        | 5-0          | Angleterre   |
| Suède           | 4-1          | Pays-Bas     |
| Troisième place |              |              |
| Angleterre      | 3-2          | Pays-Bas     |
| Finale          |              |              |
| Danemark        | 4-1          | Suède        |

### Aux Pays-Bas
| Groupe A         | Groupe A | Groupe A  |
| ---------------- | -------- | --------- |
| Nouvelle-Zélande | 3-2      | Singapour |
| Nouvelle-Zélande | 4-1      | Sri Lanka |
| Sri Lanka        | 3-2      | Singapour |
| Groupe B         |          |           |
| Australie        | 5-0      | Argentine |
| Australie        | 5-0      | Macao     |
| Macao            | 5-0      | Argentine |

| Groupe X         | Groupe X | Groupe X         |
| ---------------- | -------- | ---------------- |
| Chine            | 5-0      | Japon            |
| Chine            | 5-0      | Corée du Sud     |
| Chine            | 5-0      | Nouvelle-Zélande |
| Corée du Sud     | 4-1      | Japon            |
| Corée du Sud     | 5-0      | Nouvelle-Zélande |
| Nouvelle-Zélande | 3-2      | Japon            |
| Groupe Y         |          |                  |
| Malaisie         | 5-0      | Australie        |
| Malaisie         | 5-0      | Taipei chinois   |
| Malaisie         | 5-0      | Thaïlande        |
| Taipei chinois   | 3-2      | Australie        |
| Taipei chinois   | 3-2      | Thaïlande        |
| Thaïlande        | 5-0      | Australie        |

| Demi-finales    | Demi-finales | Demi-finales   |
| --------------- | ------------ | -------------- |
| Malaisie        | 4-1          | Corée du Sud   |
| Chine           | 5-0          | Taipei chinois |
| Troisième place |              |                |
| Corée du Sud    | 5-0          | Taipei chinois |
| Finale          |              |                |
| Malaisie        | 3-2          | Chine          |

## Tournoi final

### Pays participants
| Confédération   | Pays                        |
| --------------- | --------------------------- |
| Asie            | Corée du Sud Chine Malaisie |
| Europe          | Danemark Angleterre Suède   |
| Tenant du titre | Indonésie                   |
| Pays hôte       | Hong Kong                   |

### Phase de groupes

#### Groupe A
| Équipe     | J | G | P |
| ---------- | - | - | - |
| Indonésie  | 3 | 3 | 0 |
| Chine      | 3 | 2 | 1 |
| Suède      | 3 | 1 | 2 |
| Angleterre | 3 | 0 | 3 |

| Résultats | Résultats | Résultats  |
| --------- | --------- | ---------- |
| Indonésie | 5-0       | Angleterre |
| Indonésie | 3-2       | Chine      |
| Indonésie | 5-0       | Suède      |
| Chine     | 5-0       | Angleterre |
| Chine     | 5-0       | Suède      |
| Suède     | 4-1       | Angleterre |

#### Groupe B
| Équipe       | J | G | P |
| ------------ | - | - | - |
| Danemark     | 3 | 3 | 0 |
| Corée du Sud | 3 | 2 | 1 |
| Malaisie     | 3 | 1 | 2 |
| Hong Kong    | 3 | 0 | 3 |

| Résultats    | Résultats | Résultats    |
| ------------ | --------- | ------------ |
| Danemark     | 3-2       | Corée du Sud |
| Danemark     | 4-1       | Malaisie     |
| Danemark     | 5-0       | Hong Kong    |
| Corée du Sud | 5-0       | Hong Kong    |
| Corée du Sud | 3-2       | Malaisie     |
| Malaisie     | 5-0       | Hong Kong    |

### Phase finale

#### Tableau
|  | Demi-finales | Demi-finales |           |   | Finale | Finale |
|  | Demi-finales | Demi-finales |           |   | Finale | Finale |
|  |              |              |           |   |        |        |
|  |              |              |           |   |        |        |
|  |              |              |           |   |        |        |
|  | Indonésie    | 3            |           |   |        |        |
|  | Indonésie    | 3            |           |   |        |        |
|  | Corée du Sud | 2            |           |   |        |        |
|  | Corée du Sud | 2            | Indonésie | 5 |        |        |
|  |              |              | Indonésie | 5 |        |        |
|  |              | Danemark     | 0         |   |        |        |
|  | Chine        | Danemark     | 0         | 2 |        |        |
|  | Chine        |              |           | 2 |        |        |
|  | Danemark     | 3            |           |   |        |        |
|  | Danemark     | 3            |           |   |        |        |

#### Demi-finales
| 24 mai 1996 | Indonésie                                 | 3 - 2 | Corée du Sud                  | Score       |
| ----------- | ----------------------------------------- | ----- | ----------------------------- | ----------- |
| SH          | Joko Suprianto                            | 1-0   | Park Sung-woo                 | 18-17, 15-1 |
| SH          | Alan Budikusuma                           | 1-0   | 15-5, 15-9                    |             |
| SH          | Ardy Wiranata                             | 0-1   | Ahn Jae-chang                 | 8-15, 3-15  |
| DH          | Ricky Subagja / Rexy Mainaky              | 1-0   | Ha Tae-kwon / Kang Kyung-jin  | 15-10, 15-7 |
| DH          | Denny Kantono / S. Antonius Budi Ariantho | 0-1   | Park Joo-bong / Kim Dong-moon | 0-15, 5-15  |

| 24 mai 1996 | Danemark                             | 3 - 2 | Chine                       | Score              |
| ----------- | ------------------------------------ | ----- | --------------------------- | ------------------ |
| SH          | Poul-Erik Høyer Larsen               | 1-0   | Dong Jiong                  | 6-15, 18-17, 15-11 |
| SH          | Thomas Stuer-Lauridsen               | 0-1   | Sun Jun                     | 5-15, 8-15         |
| SH          | Peter Rasmussen                      | 1-0   | Lin Liwen                   | 15-12, 15-3        |
| DH          | Jim Laugesen / Jon Holst-Christensen | 0-1   | Jiang Xin / Huang Zhanzhong | 12-15, 7-15        |
| DH          | Henrik Svarrer / Michael Søgaard     | 1-0   | Ge Cheng / Tao Xiaoqiang    | 15-8, 17-15        |

#### Finale
| 26 mai 1996 | Indonésie                        | 5 - 0 | Danemark                             | Score             |
| ----------- | -------------------------------- | ----- | ------------------------------------ | ----------------- |
| SH          | Joko Suprianto                   | 1-0   | Poul-Erik Høyer Larsen               | 18-14, 15-8       |
| DH          | Ricky Subagja / Rexy Mainaky     | 1-0   | Jon Holst-Christensen / Jim Laugesen | 15-5, 15-7        |
| SH          | Heryanto Arbi                    | 1-0   | Thomas Stuer-Lauridsen               | 15-8, 15-8        |
| DH          | Bambang Suprianto / Rudy Gunawan | 1-0   | Henrik Svarrer / Michael Søgaard     | 15-7, 14-18, 15-8 |
| SH          | Alan Budikusuma                  | 1-0   | Peter Rasmussen                      | 15-9, 15-6        |